# Campaspe
Campaspe (d'après Claude Élien) ou Pancaste  (d'après Pline l'Ancien) passe pour avoir été une maîtresse d'Alexandre le Grand et le modèle du peintre Apelle. Son existence est probablement une légende, elle est surtout connue par une anecdote apocryphe de Pline l'Ancien qui a été le sujet de nombreuses représentations artistiques.

## Sources
Son nom est ignoré des principales sources sur la vie d'Alexandre le Grand. Le premier auteur qui rapporte son nom est Pline l'Ancien au Ier siècle de l'ère moderne. Elle est ensuite citée par Lucien de Samosate au IIe siècle (que cite Philostrate de Lemnos), puis Claude Élien au IIIe siècle.
En raison de ces témoignages tardifs, il est souvent reconnu que son existence n'est qu'une légende.

## Biographie

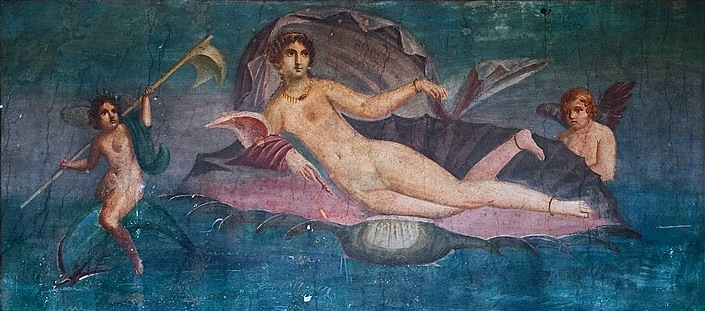
Vénus anadyomène, fresque de Pompéi d'après l'original d'Apelle, portrait supposé de Campaspe.

Elle serait originaire de Larissa, et aurait été le premier amour d'Alexandre. Ce dernier aurait demandé à son peintre favori Apelle de faire un portrait nu de Campaspe. L'anecdote est contée par Pline l'Ancien, d'où vient l'essentiel de la renommée de Campaspe (qu'il nomme Pancaste) : « Au reste, Alexandre donna une marque très mémorable de la considération qu'il avait pour ce peintre : il l'avait chargé de peindre nue, par admiration de la beauté, la plus chérie de ses concubines, nommée Pancaste ; l'artiste à l'œuvre devint amoureux ; Alexandre, s'en étant aperçu, la lui donna : roi grand par le courage, plus grand encore par l'empire sur soi-même, et à qui une telle action ne fait pas moins d'honneur qu'une victoire ; en effet, il se vainquit lui-même. Non seulement il sacrifia en faveur de l'artiste ses plaisirs, mais encore ses affections, sans égard même pour les sentiments que dut éprouver sa favorite en passant des bras d'un roi dans ceux d'un peintre. Il en est qui pensent qu'elle lui servit de modèle pour la Vénus anadyomène ».

## Évocations artistiques
L'anecdote mettant en scène Alexandre le Grand, une belle concubine et le meilleur peintre de l'Antiquité ne pouvait qu'inspirer les artistes. D'autant que c'est l'occasion d'un face à face plutôt équilibré entre un artiste et son prince, accompagnée d'une scène de voyeurisme complaisant, voire de candaulisme.

### Dessins et gravures

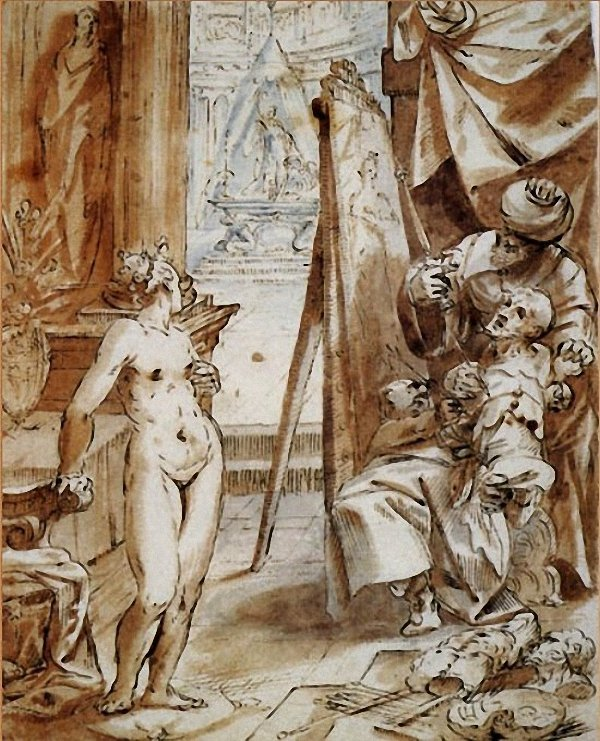
Apelle peignant Campaspe, Joos van Winghe, vers 1600.
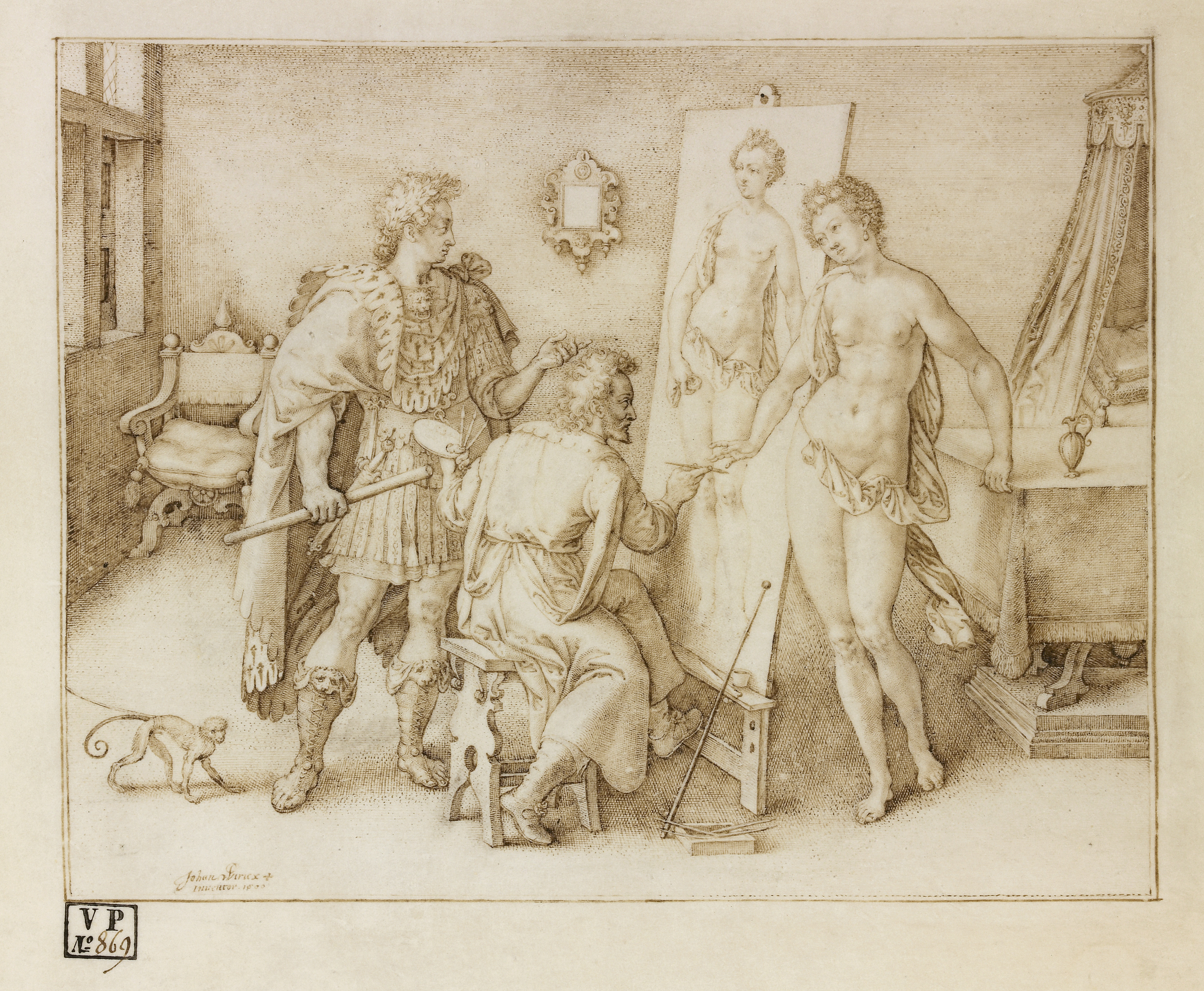
Apelle peignant Campaspe, Johannes Wierix, Musée Mayer van den Bergh, vers 1600.
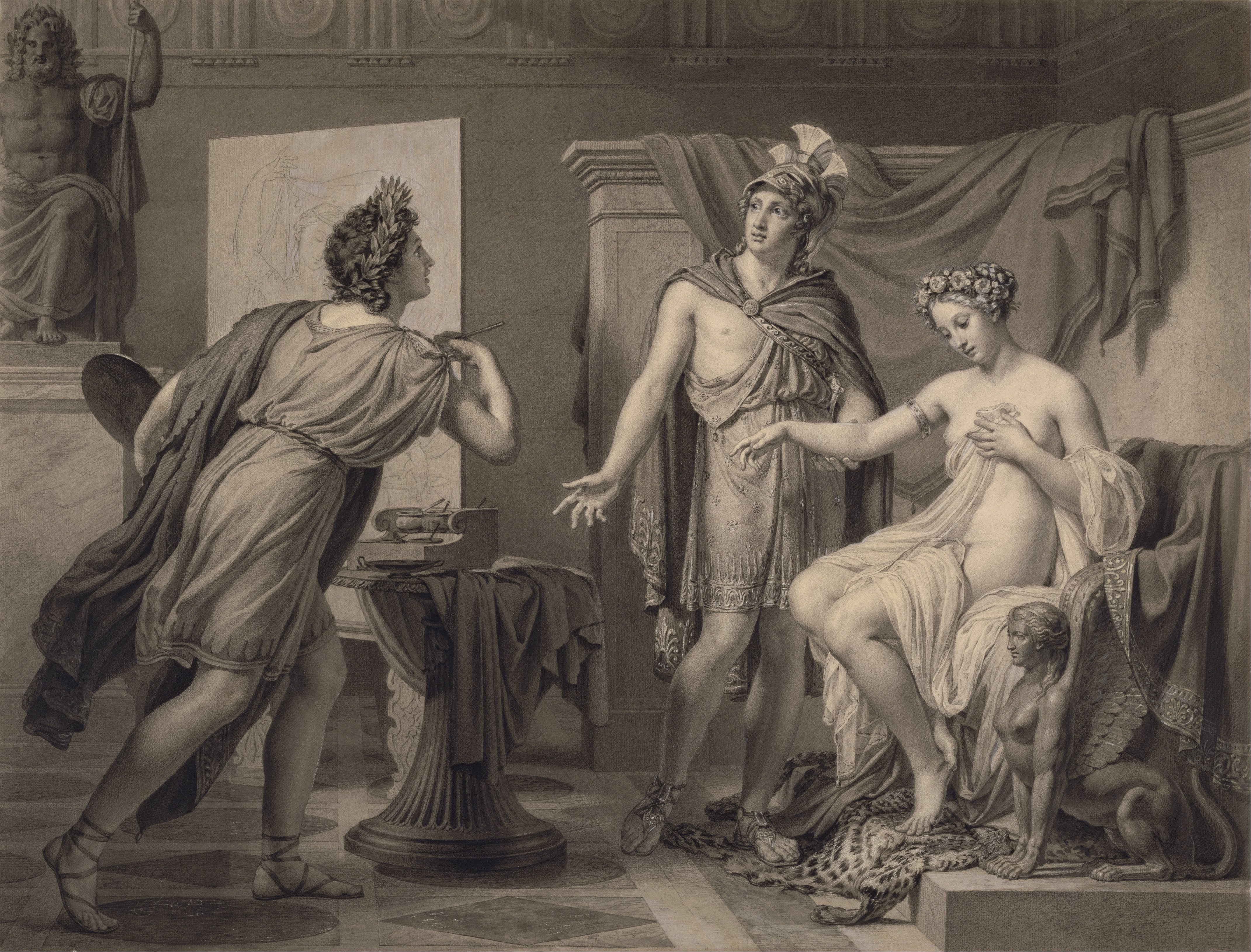
Alexandre le Grand cédant Campaspe à Apelle, Jérôme-Martin Langlois, Getty Center (1819).
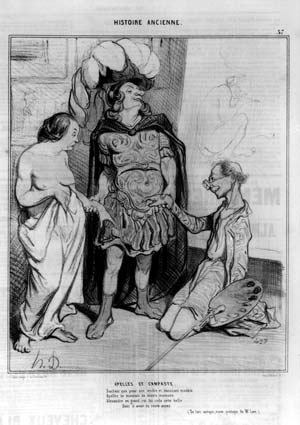
Alexandre le Grand cédant Campaspe à Apelle, Honoré Daumier (1842).

### Peintures

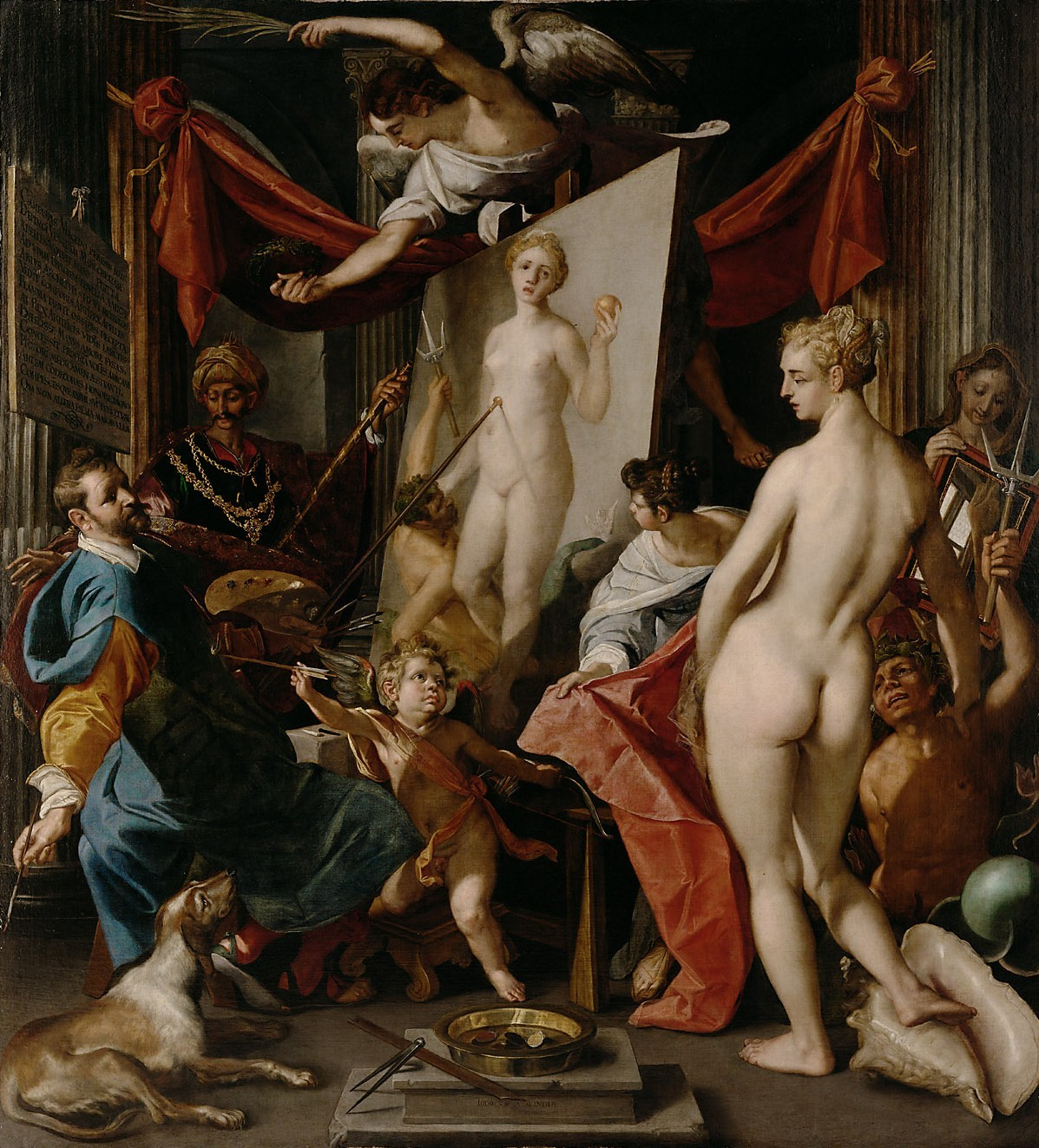
Apelle peignant Campaspe, Joos van Winghe, Kunsthistorisches Museum, vers 1600.
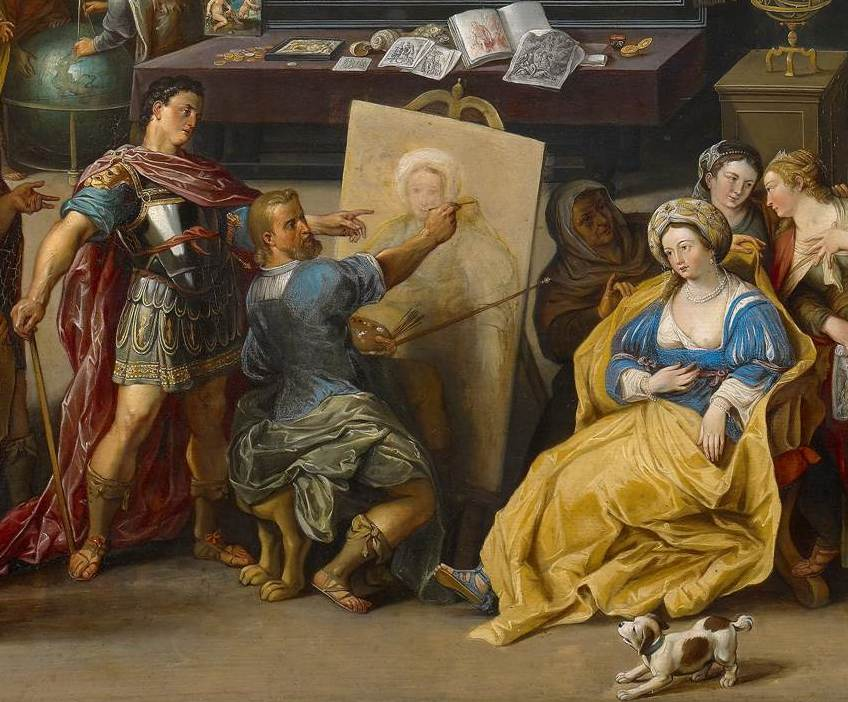
Apelle peignant Campaspe (détail), Willem van Haecht, Mauritshuis (1630).
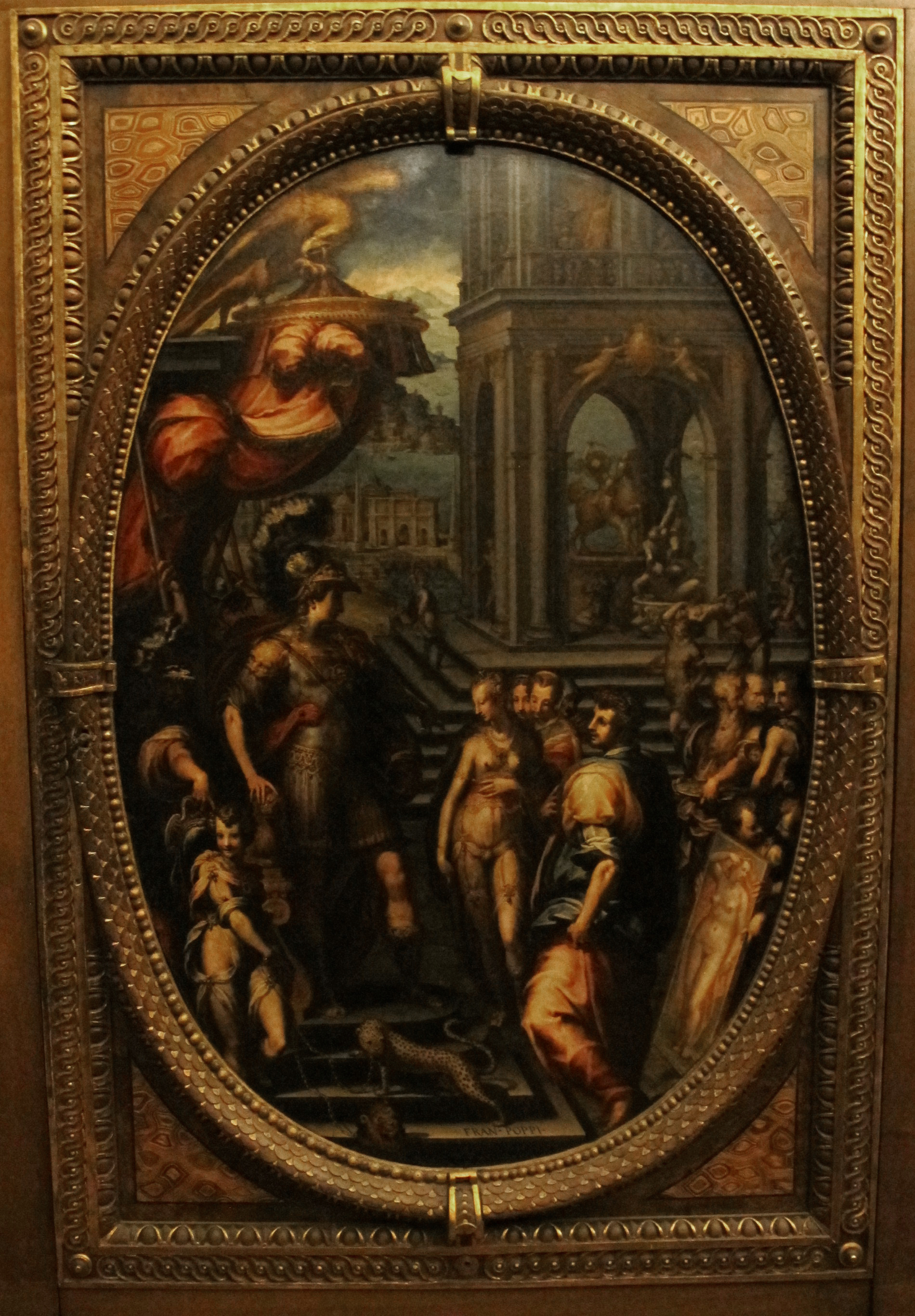
Alexandre le Grand cédant Campaspe à Apelle, anonyme, (XVIIe siècle).
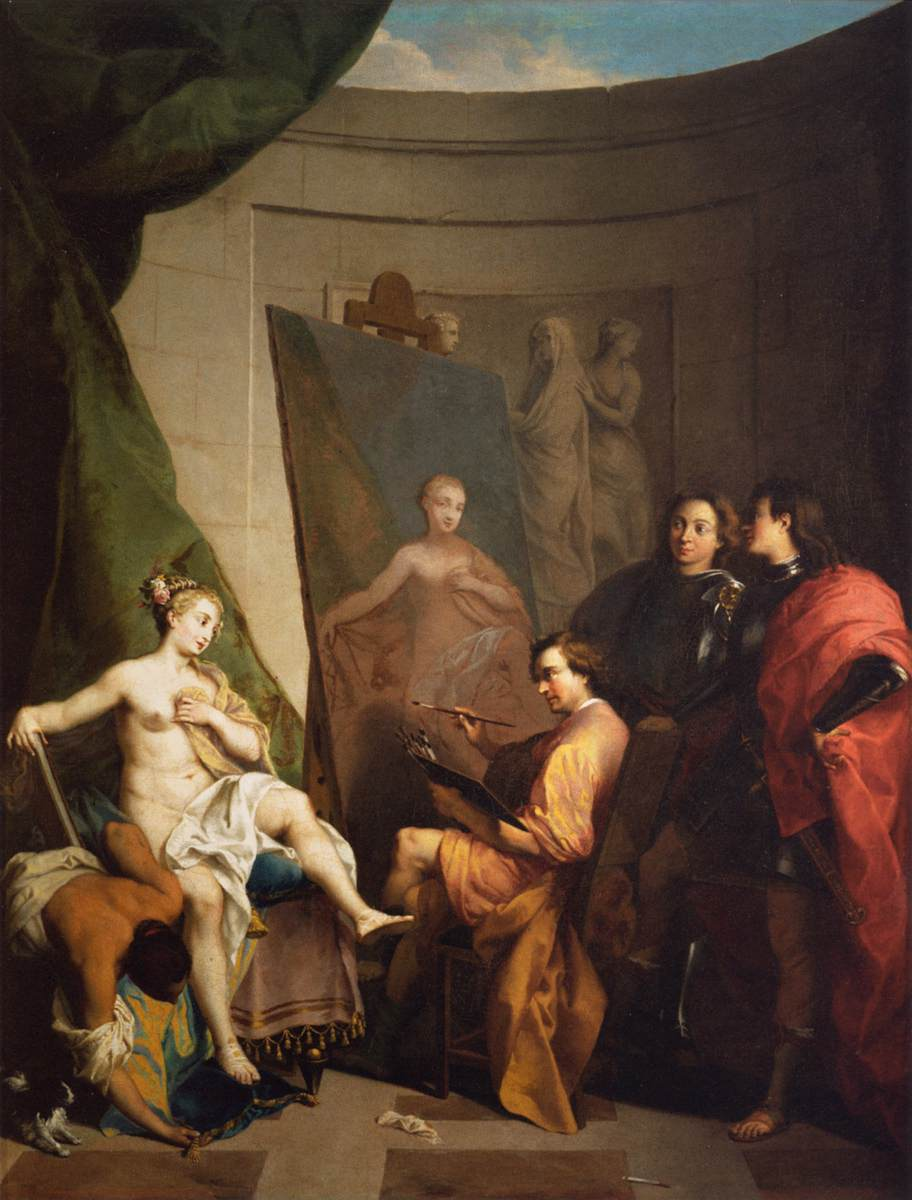
Apelle peignant Campaspe, Nicolas Vleughels, Musée du Louvre (1716).
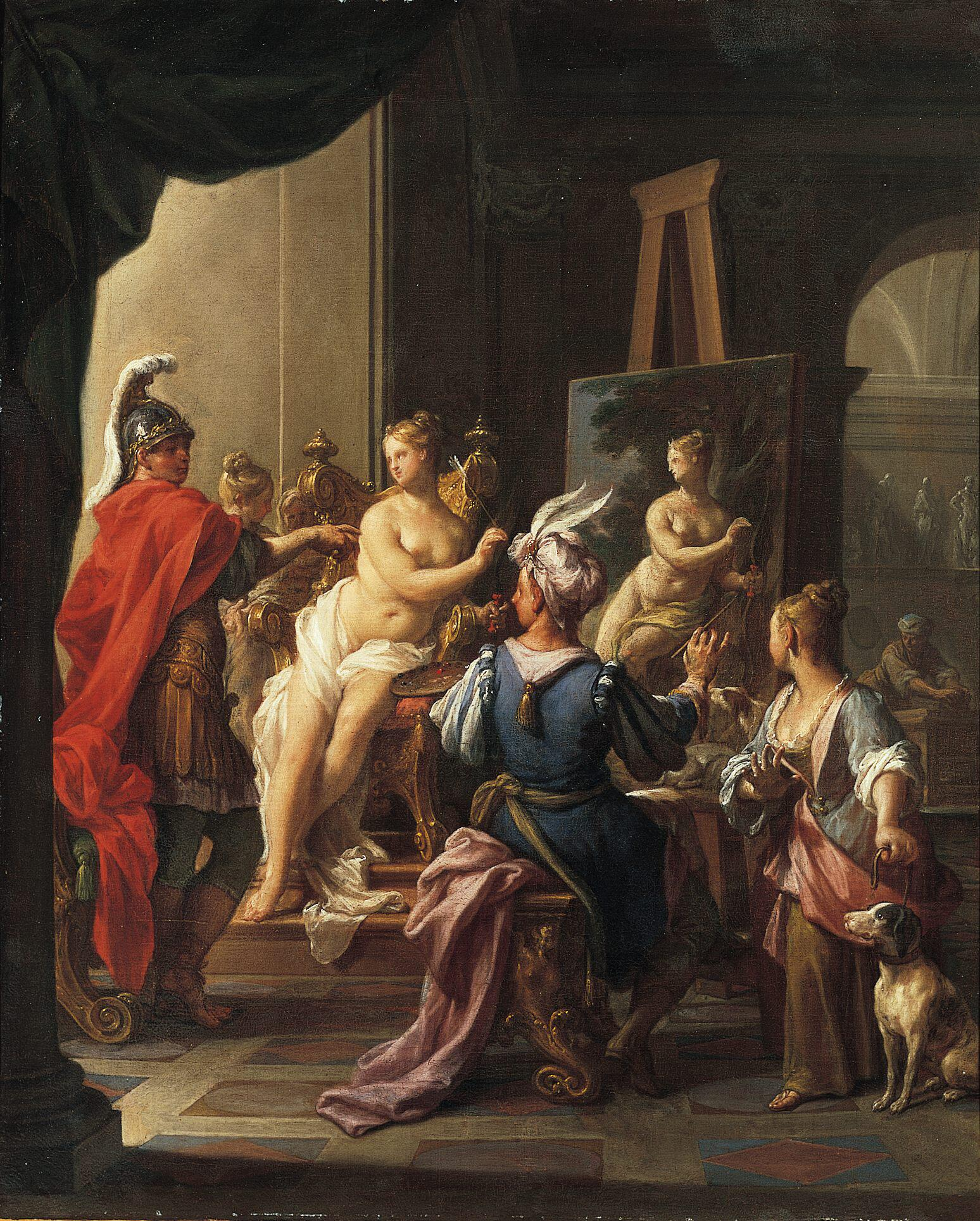
Apelle peignant Campaspe, Francesco Trevisani, Norton Simon Museum (1720).
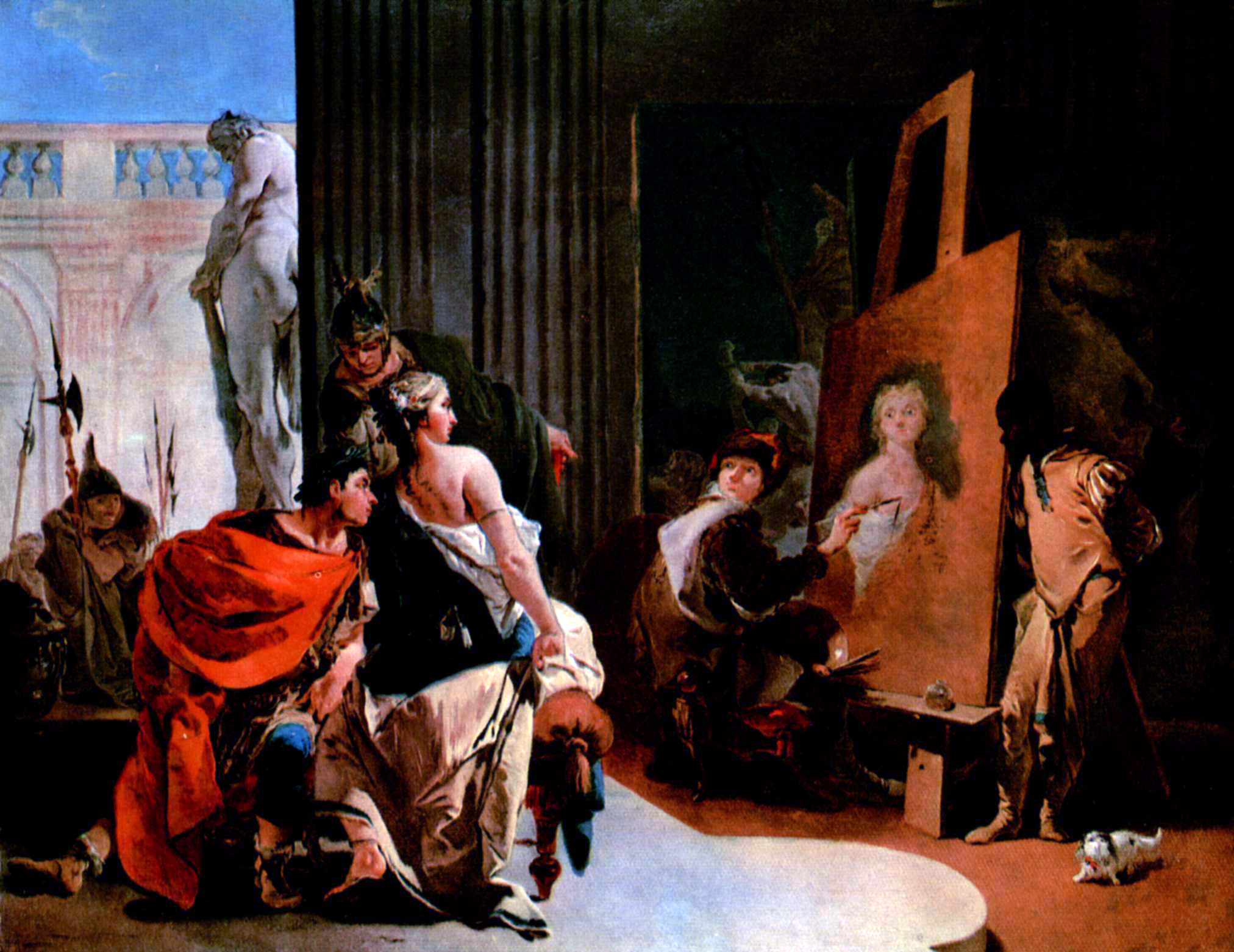
Alexandre le Grand visite l'artiste lorsqu'il peint Campaspe, Giambattista Tiepolo, Musée des beaux-arts de Montréal (1725-1726).
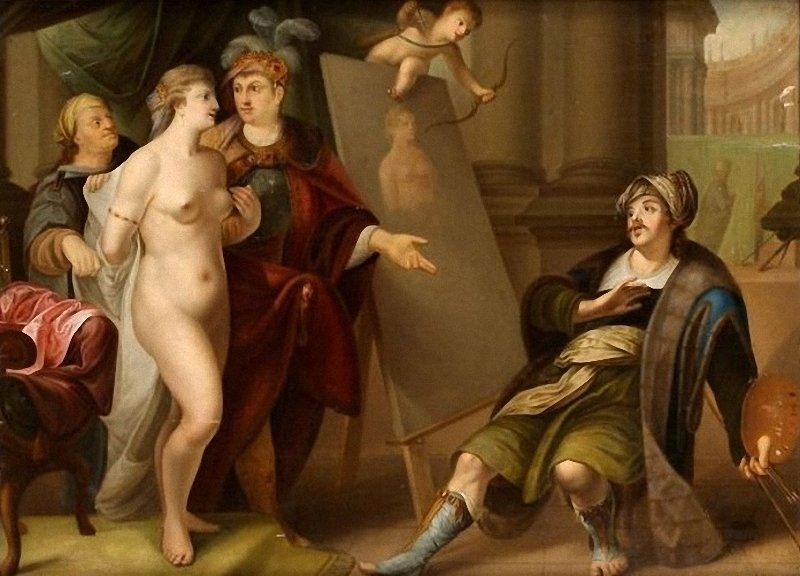
Apelle peignant Campaspe, Gerard Wigmana (en), première moitié du XVIIIe siècle.
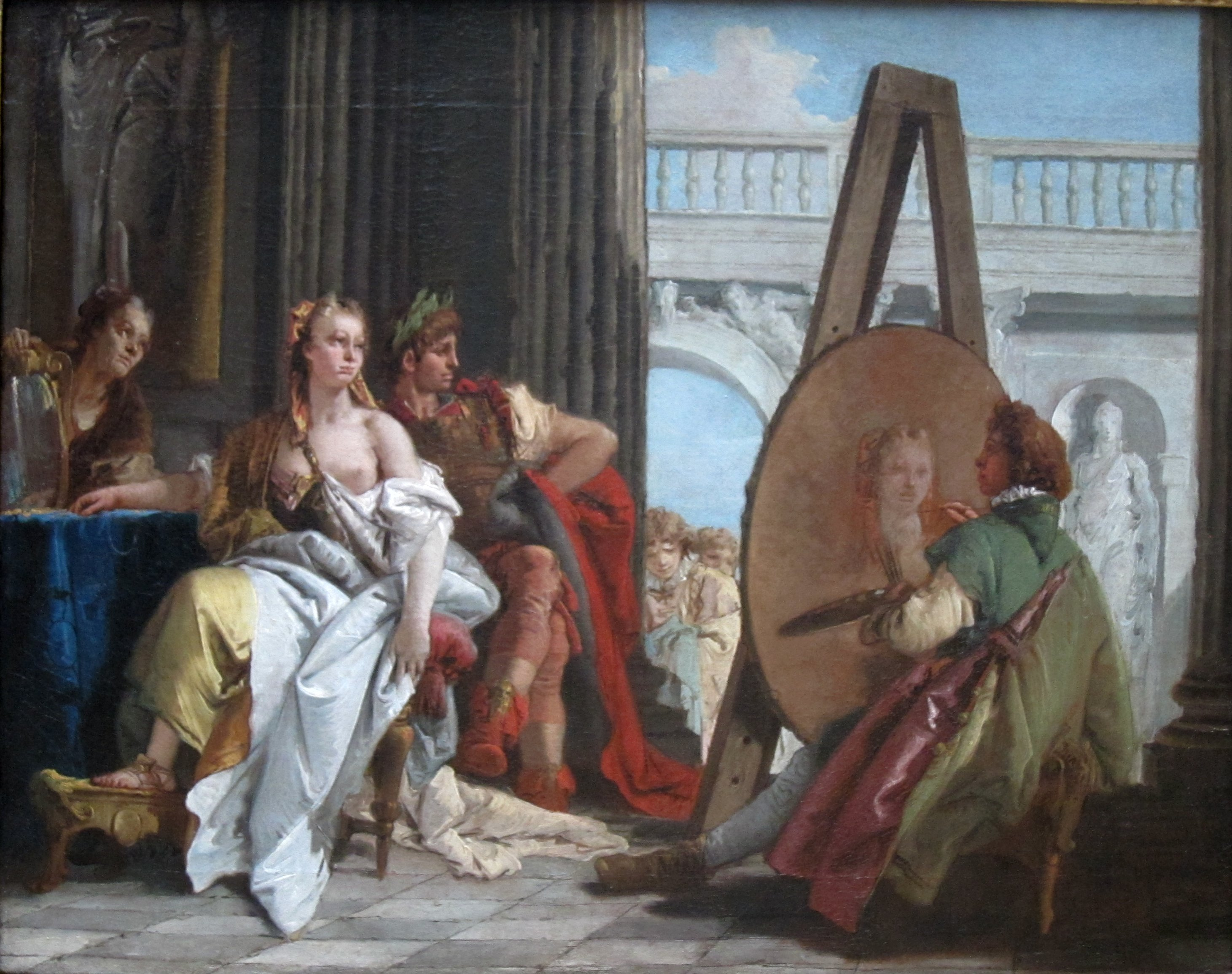
Alexandre et Campaspe chez le peintre Apelle, Giambattista Tiepolo, Getty Center (1740).
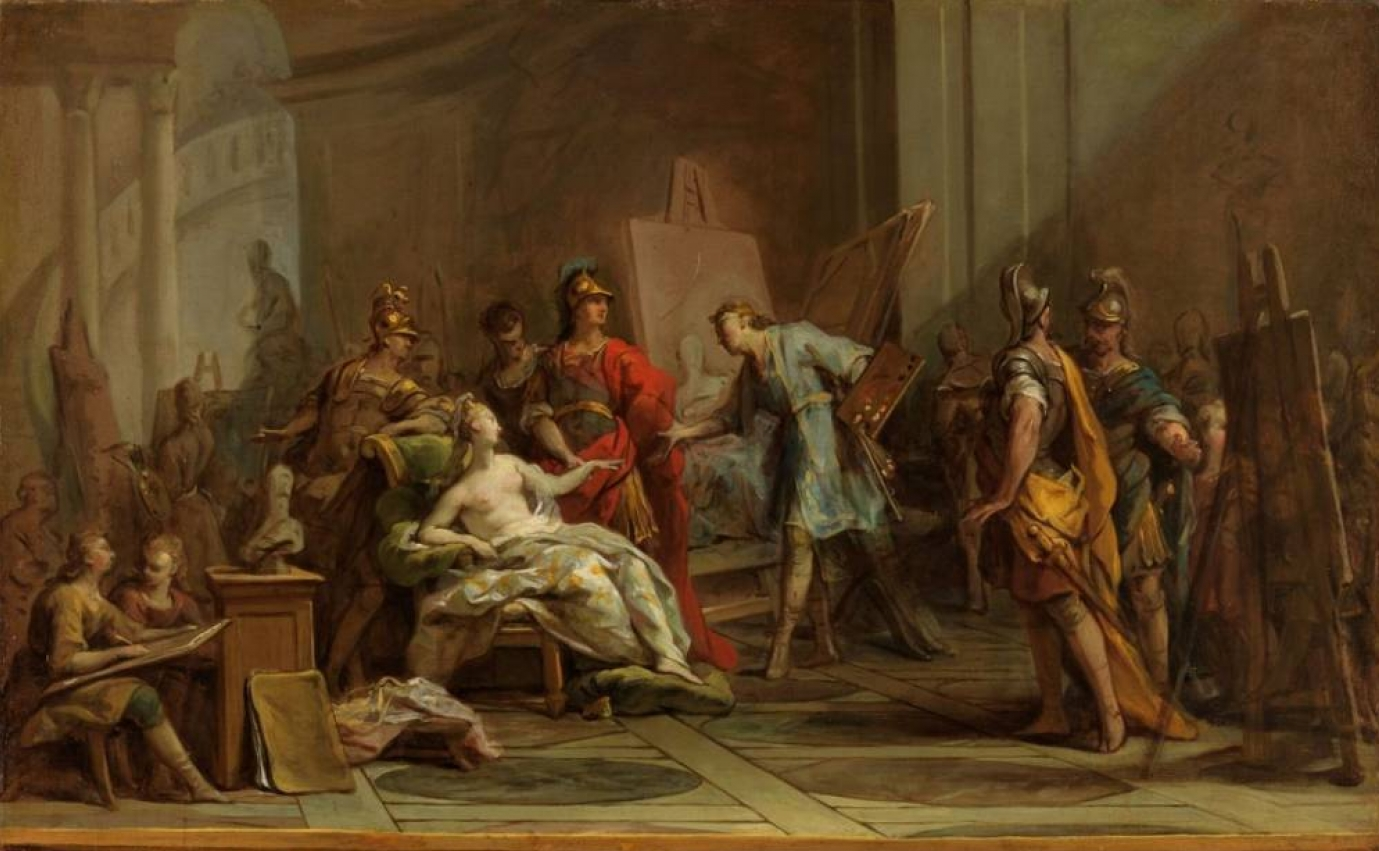
Alexandre donne sa maîtresse Campaspe à Apelle, ou La Peinture, Jean II Restout (XVIIIe siècle).
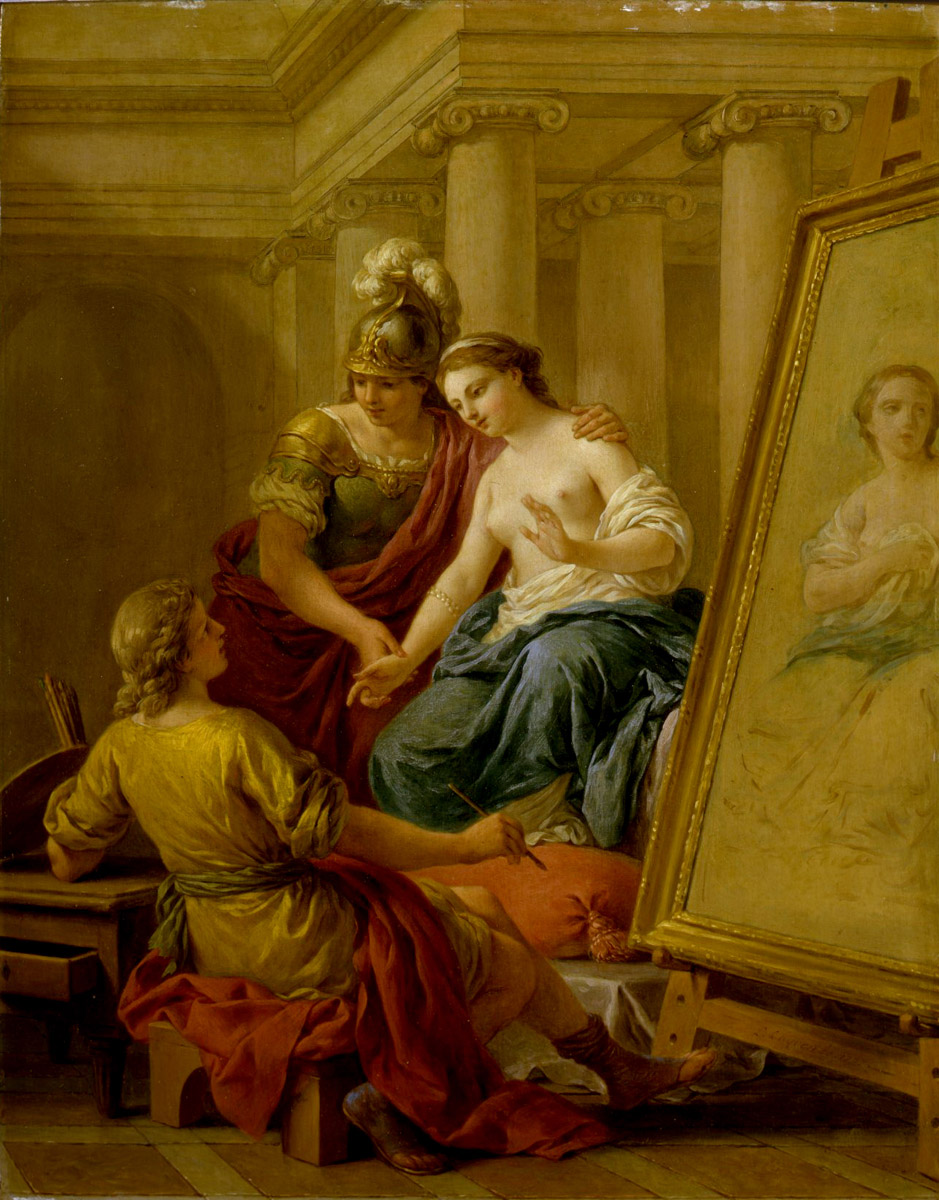
Apelle tombant amoureux de Campaspe, Louis Jean François Lagrenée (1772).
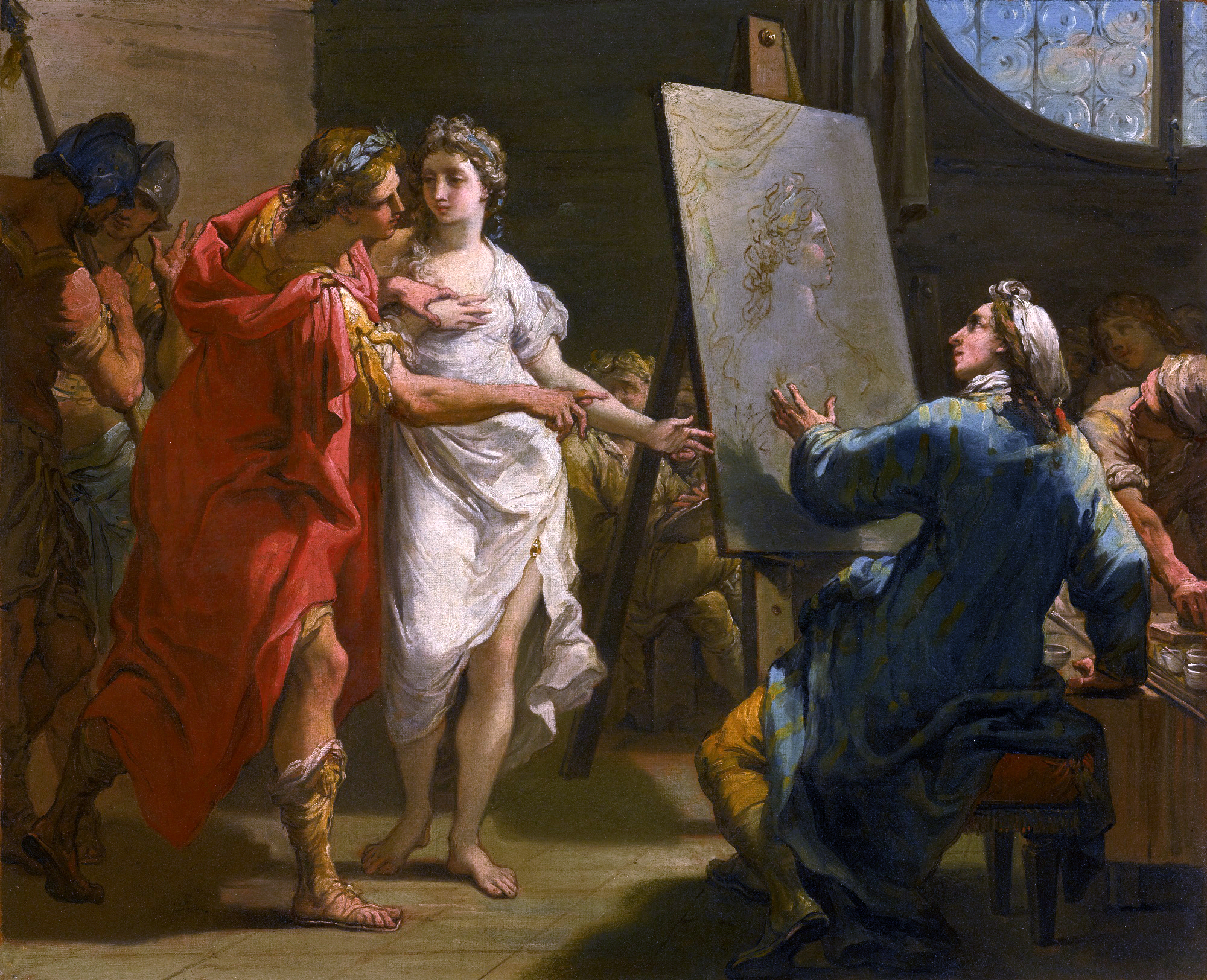
Alexandre présentant Campaspe à Apelle, Gaetano Gandolfi (1793).
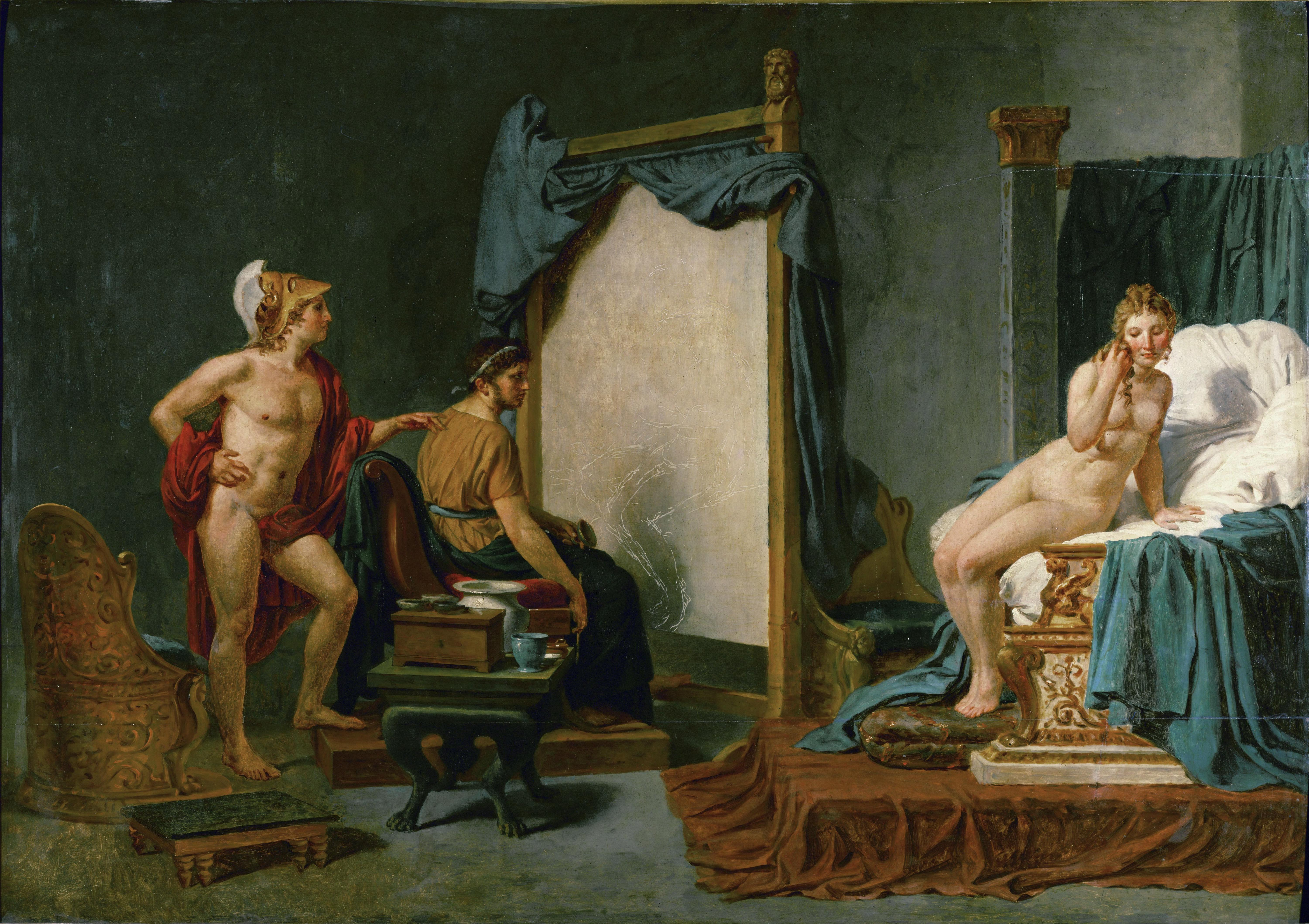
Apelle peignant Campaspe en présence d'Alexandre, Jacques-Louis David, Palais des Beaux-Arts de Lille (début XIXe siècle).
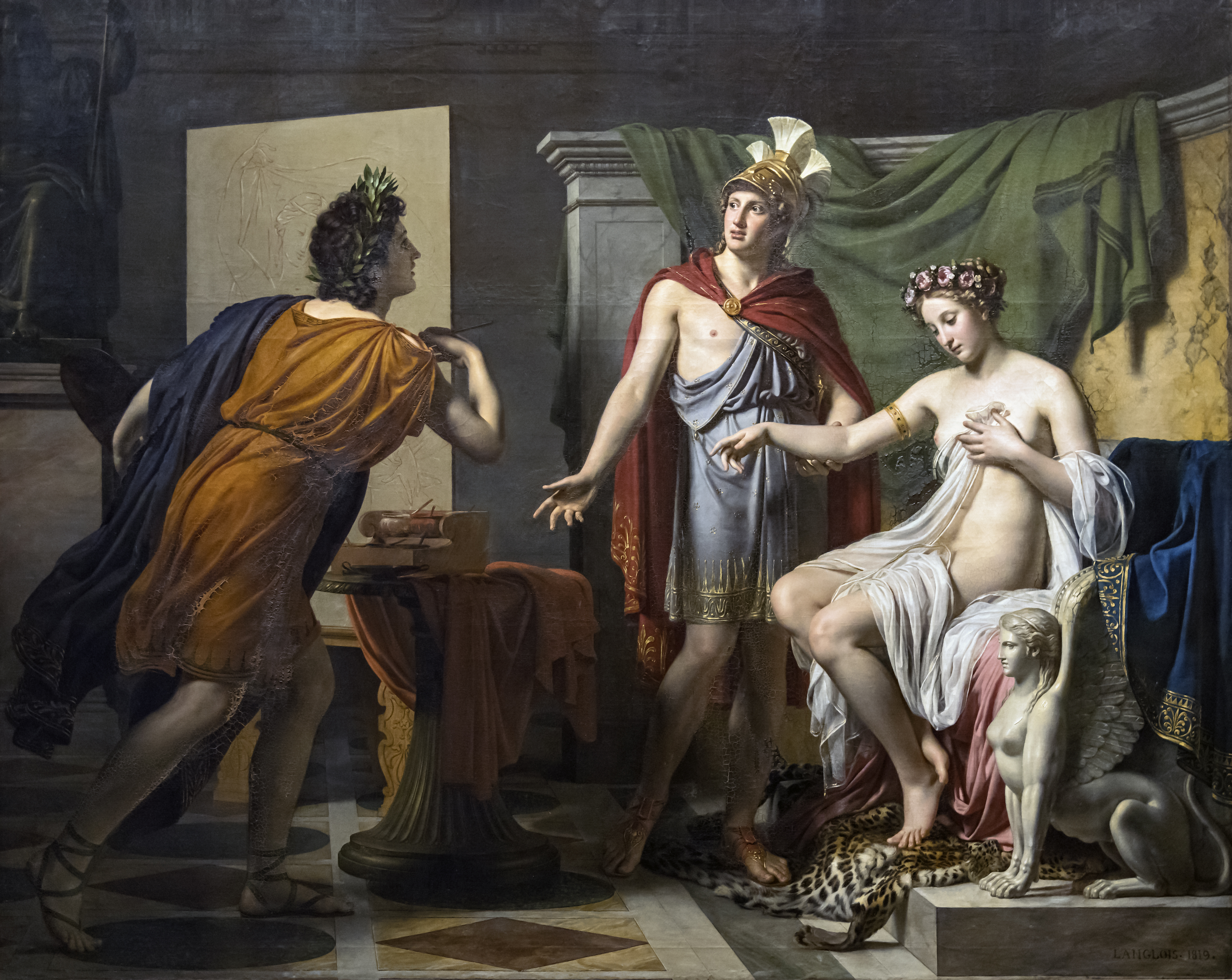
La Générosité d'Alexandre, Jérôme-Martin Langlois, Musée des Augustins de Toulouse (1819).
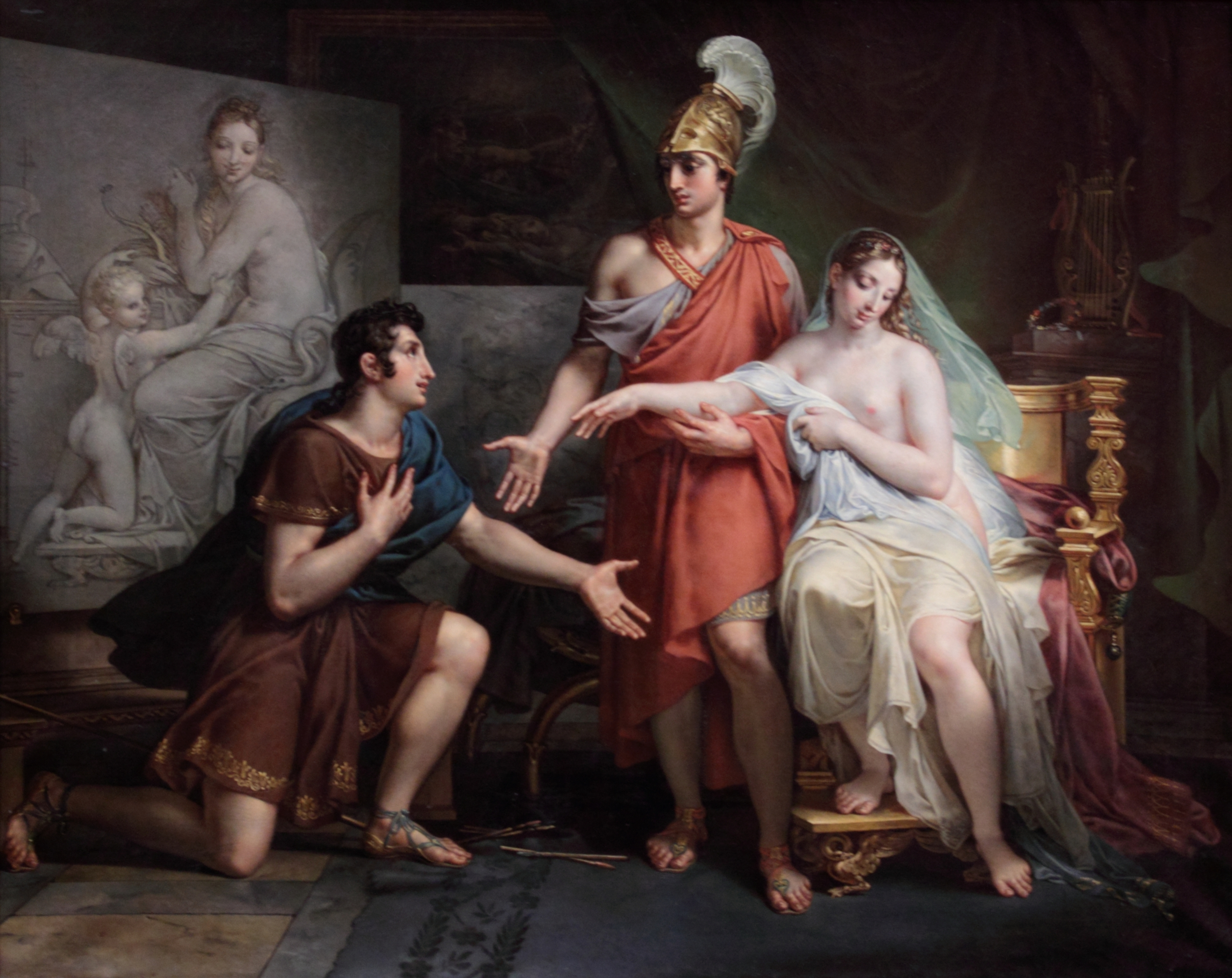
Alexandre le Grand cédant Campaspe à Apelle, Charles Meynier, musée des beaux-arts de Rennes (1822).
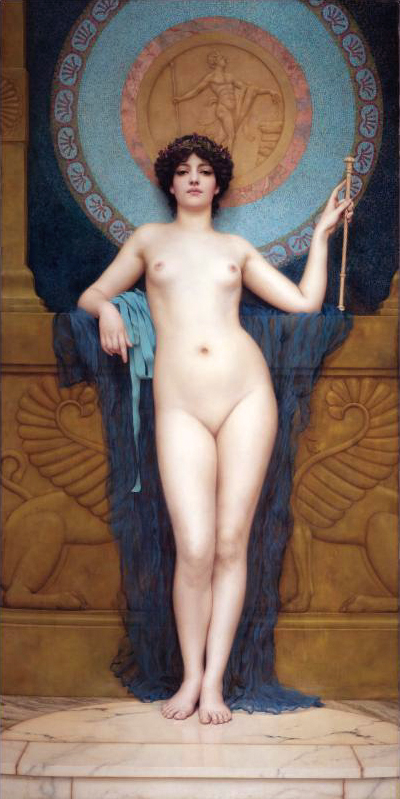
Campaspe, John William Godward, collection privée, (1896).

### Sculpture
- Campaspe se déshabillant devant Apelle par ordre d'Alexandre (1883), œuvre d'Auguste Ottin (1811-1890). Façade Nord de la cour Carrée du Palais du Louvre.
- Alexandre cédant Campaspe à Apelle, bas-relief de Etienne Maurice Falconet.

### Théâtre
- Campaspe (théâtre) (en), pièce de théâtre de John Lyly (1581).
- Darlo todo y no dar nada, pièce de théâtre de Pedro Calderón de la Barca : texte en espagnol.
- Alexandre sur les bords de l'Hydaspe, pièce de théâtre, appartenant au recueil Théâtre d'un poète de Sybaris, imitée du grec ancien par Jean-Baptiste-Claude Delisle de Sales (1788).
- Alexandre et Apelle, comédie héroïque en un acte d'Alexandre-Jean-Joseph de la Ville de Mirmont : lire sur Gallica, p198 (1816).

### Poésie
- Kampaspe, poème d'Auguste Schlegel (1799).
- Apelle et Campaspe ou l'empire des arts, ballet héroïque, poème de Claude-François de Lezay-Marnésia (1800).
- Apelle et Campaspe, poème de Jean-François de Saint-Lambert : lire sur Gallica, p246 (publié en 1823).

### Opéra
- Le Triomphe des arts, opéra-ballet en 5 actes de Michel de La Barre : texte du livret (1700).
- Apelle et Campaspe, opéra en 1 acte, livret de Charles-Albert Demoustier : livret sur Gallica (1798).
- Apelle et Campaspe, opéra en 1 acte, musique de Giuseppe ou Luigi Mosca, livret de Jacques-Antoine-Hippolyte de Guibert : livret sur Gallica (publié en 1822).

### Danse
- Alexandre et Campaspe de Larisse ou le triomphe d'Alexandre sur soi-même, ballet d'action en 2 actes de Jean-Georges Noverre, musique de Franz Aspelmayr : livret sur Gallica (Vienne, 1773).

## Autres Évocations
Campaspe a également donné son nom à :
- Euphaedra campaspe (en), un papillon de la famille des Nymphalidae.
- Campaspe River : une rivière d'Australie, qui a donné son nom au comté de Campaspe.